# Боргустанский хребет
Боргуста́нский хребе́т (Боргустан) — горный хребет Большого Кавказа (в западной части), относящийся системе Пастбищного хребта. Расположен на юге Ставропольского края России, в левобережье реки Подкумок, к северу и северо-западу от Кисловодска. Западная часть входит в территорию Карачаево-Черкесии.

## Этимология

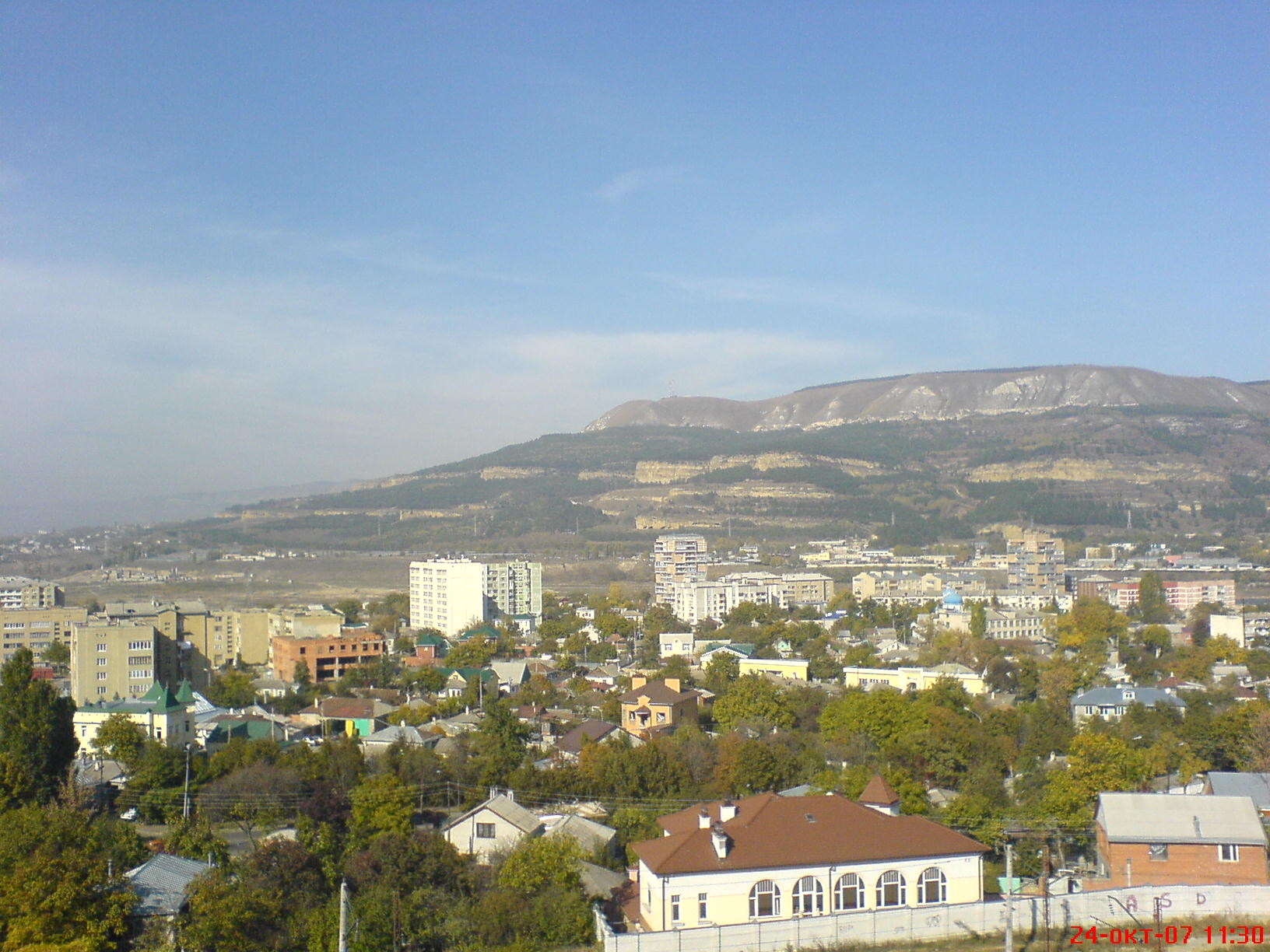
Боргустанский хребет. Вид со стороны Кисловодска (ул. Калинина)

Доктор филологических наук О. Н. Трубачёв в своём исследовании «Indoarica в Северном Причерноморье» (1999) высказывает предположение о происхождении наименования этого хребта от индоарийского *brha-sthana- («высокое место»), и отмечает, что «форма названия Боргустан более архаична, а её местонахождение не противоречит локализации следов и путей индоарийцев».
По мнению кабардинского поэта Ш. Б. Ногмова Боргустан переводится как «город многих антов».

## Описание
Протяжённость хребта 24 км, абсолютная высота до 1286 м (по другим сведениям, его длина достигает 70 км, высота — до 2000 м).

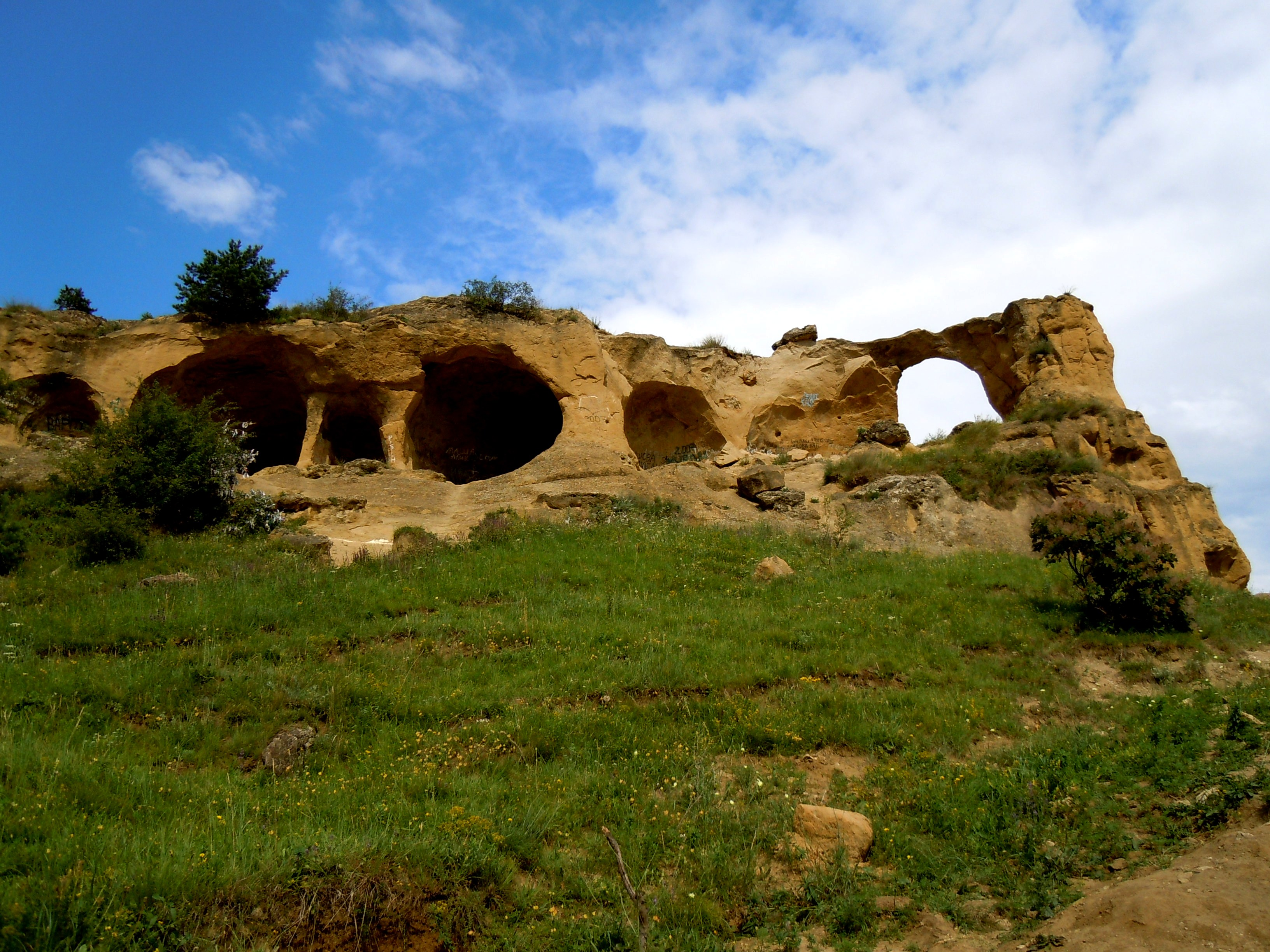
Гора Кольцо — один из мысов Боргустанского хребта

Имеет характер куэсты, сложенной глинами, песчаниками и известняками верхнего мела, с обрывистым южным и пологим северным склонами. Вершина представляет собой платообразную поверхность.
Хребет покрыт горно-луговой лесостепью с дубово-грабовыми лесами, в составе которых выделен памятник природы регионального значения «Участки тиса ягодного в Боргустанском и Бекешевском лесничествах». На северном склоне расположены 3 комплексных природных заказника: Бугунтинский, Большой Ессентучок и Малый Ессентучок. Имеется несколько небольших пещер: Монах, Бабушкины окна, Новая, Тёмная и другие. На одном из отрогов хребта возвышается обрывистый скальный гребень — гора Кольцо (памятник природы регионального значения).